# Linas
Linas is een gemeente in het Franse departement Essonne (regio Île-de-France) en telt 5854 inwoners (2004). De plaats maakt deel uit van het arrondissement Palaiseau.

## Geografie
De oppervlakte van Linas bedraagt 7,5 km², de bevolkingsdichtheid is 780,5 inwoners per km².
De onderstaande kaart toont de ligging van Linas met de belangrijkste infrastructuur en aangrenzende gemeenten.

## Demografie
Onderstaande figuur toont het verloop van het inwonertal (bron: INSEE-tellingen).